# 提姆·維瑟
提姆·維瑟（英語：Tim Visser；1987年5月29日—）是一位蘇格蘭橄欖球運動員。他是蘇格蘭國家橄欖球隊的一員，代表蘇格蘭參加了2015年世界盃橄欖球賽。